# Демченко, Григорий Иванович
Демченко, Григорий Иванович (25 февраля 1925, Родино, Сибирский край — 22 апреля 2015, Москва) — советский график, шаржист и карикатурист. Большую часть жизни проработал художником в газете «Звезда» Пермского края, печатался в сатирическом журнале «Крокодил». Член Союза журналистов СССР и России. Творческий псевдоним — Григорий Ив.

## Биография
Родился 25 февраля 1925 года в селе Родино Алтайской губернии (Алтайский край) в семье переселенцев из Запорожья. Позже переехал с родителями в г. Хабаровск, где подростком в годы Великой Отечественной войны с 1941 по 1945 гг. работал токарем на заводе им. В. М. Молотова. В 1948 г. поступил в военно-морское училище в г. Николаевск-на-Амуре Хабаровского края, а также начал заниматься в вечерней художественной студии и работать в редакции Хабаровской областной газеты «На страже Родины» художником-ретушером.
В 1951 г. женился и переехал в г. Пермь, где устроился на должность художника-оформителя в Молотовскую типографию № 1, также работал в редакции газеты Камского речного пароходства «Камский водник» и газеты Пермского обкома ВЛКСМ «Молодая гвардия» до 1968 г. Большую часть творческой деятельности посвятил газете «Звезда», где проработал с 1958 по 1993 гг. карикатуристом, шаржистом, оформителем и ретушером. В 1958 году стал членом Союза журналистов СССР, а в 1991 г. Союза журналистов России.
Из воспоминаний главного редактора газеты «Звезда» Н. Гашева:
Вглядитесь в его рисунки — лирические, сатирические, безобидно-юмористические. Он прям и честен, не скрывает своих чувств, своего отношения к тому явлению, на которое обращает внимание… как истинный художник сохраняет в себе способность восхищаться красотой и неповторимостью окружающего нас мира.
На пенсии помимо графики, занимался акварельной и масляной живописью. Персональные выставки проходили в Доме художника г. Перми, в редакции городской газеты «Вечерняя Пермь», участвовал в коллективных выставках: «В космический век», Всесоюзная выставка в г. Москве и др.
Альбом «Штрихи к истории в рисунках», посвященного видам Перми (1996) передан автором в дар Пермской государственной художественной галерее в 2001 году. Картины и рисунки также хранятся в Краеведческом музее г. Перми, в музее села Родино Алтайского края. В Государственном электронном каталоге РФ Министерства культуры РФ опубликовано 327 рисунков художника.

## Изданные альбомы
Демченко Г. И. «Штрихи к истории в рисунках». Альбом Пермь, 1996.